# 吕友清
吕友清（1963年11月8日—），男，四川乐山人，中华人民共和国外交官，曾任中华人民共和国驻坦桑尼亚联合共和国特命全权大使。

## 生平
1982年，任四川省乐山市沙湾区农机站干部。1984年，任乐山市市中区政府干部。1986年，入读四川省社会科学院研究生。1989年，任四川省人民政府研究室干事。1991年，任四川省洪雅县县长助理。1992年，任四川省政府研究室副处长。1995年，任四川省南充市齿轮厂副厂长，后任厂长。1997年，任四川省南充市副市长。2001年，任四川省泸州市副市长。2002年，挂职国家经济贸易委员会贸易市场局副局长半年。2003年，任中国铝业公司副总经理。2011年，任驻美国大使馆公使。2012年2月，出任中华人民共和国驻坦桑尼亚大使兼驻东非共同体大使。2017年9月，自驻坦桑尼亚大使离任。2019年2月，任中国旅游集团有限公司副总经理。9月，任中国旅游集团有限公司董事。